# Philtraea mexicana
Philtraea mexicana là một loài bướm đêm trong họ Geometridae.